# 慎機論
『慎機論』（しんきろん）は、江戸時代後期の三河国田原藩家老・渡辺崋山が、幕府の対外政策を批判して書いた私文書。蛮社の獄の際、崋山を断罪する根拠となった。

## 成立の経過
1837年にアメリカ商船モリソン号が日本の漂流民（音吉・庄蔵・寿三郎ら7人）を送還するために江戸湾に近づき、発令中の異国船打払令の適用を受けて発砲され退去させられるという事件が起きた（モリソン号事件）。その翌年に評定所記録方・芳賀市三郎が、モリソン号の渡来に関する風説と、この船に打払令を適用することを強く主張した評定所一座の答申案をひそかに持ち出し、渡辺崋山・高野長英・松本斗機蔵ら尚歯会の同志たちに示す。来航するモリソン号に幕府が撃退策を持って臨むという可能性を憂慮した崋山は、年来の対外政策への不満を含めて、『慎機論』を著したのである。

## 内容
「我が田原は三州渥美郡の南隅にありて」という藩名を明記した始まりで、小さい藩ではあるが外国の噂なども入ってくることを述べ、モリソン号事件の話題に移る。まずイギリス人のモリソンの人となりを説明し、このモリソンが助手を通して、ロシアが日本を侵略しようとしているらしいという噂を長崎にもたらしたこと、小国ポーランドがヨーロッパの列強に食い荒らされている実状を考えてもモリソン事件を軽く考えるべきではないと説く。
我が国は外国人への扱いが厳しすぎ、レザーノフへの処置が不適切であったためにロシアと紛争が起こったにもかかわらず、「御国政」を変えようとはしないだろう。西洋の各国は中国以上に発達し、新興国アメリカはヨーロッパのどの国よりも強大になっている。西洋と行き来しないのは日本だけである。今までのように漂民を送り届けた船に砲撃するようなことを繰り返せば「同じ人間を迫害するのは、人間といえようか」と西洋諸国に言いがかりをつけられ、国を滅ぼす原因となるだろう。中国は実学を離れ、明末のように典雅風流を尊び、国の危険を忘れているような有様である。
日本とて例外ではなく、今それを偉い人に責め訴えようにも貴族育ちの坊ちゃんばかり、国の実権を握るものは成り上がりの汚職役人、儒学者は心だけあって現実に動こうとはしない。「今夫れ此の如くなれば、ただ束手して寇を待むか」我々は手をこまねいているほかないのか、という絶望の言葉でこの小論は終わる。
全体として、幕府の排他的海防政策を批判する一方で海防の不備を憂えるなど論旨が一貫せず、モリソン号打払いの是非や交易許容の可否を明らかにできないまま、最後は海防の弱体を放置する為政者を痛烈に非難して終わるという不可解な文章になってしまった。内心では開国を期待しながら海防論者を装っていた崋山は田原藩の年寄という立場上、長英のように匿名で発表することはできず幕府の対外政策を批判できなかったし、保守的な海防論者を装いつつモリソン号の打払いに反対することは矛盾しており不可能だったためである。
なお、長英の『戊戌夢物語』同様にモリソンを船名ではなく人名としているが、松本斗機蔵の「上書」では事実通りの船名となっており、長英と崋山はあえてモリソンを人名としたものと思われる。モリソンを恐るべき海軍提督であるかのように偽って幕府に恐れさせ、交易要求を受け入れさせようとしたものとみられる（渡辺崋山#蛮社の獄とその最期）。

## 錯誤
情報が限られている中でやむを得ないながら、崋山は
1. モリソン号はまだ来航しておらず、来航するのはこれからである
2. 評定所一座の「外国船は、事情にかかわらず打ち払うべきである」との答申は、そのまま幕府の方針を示すものである

という2つの誤認のうえで、憤激のあまり『慎機論』を著した。事実は、モリソン号はすでに前年来航して打ち払われており、幕府の方針は漂流民をオランダ船に託して帰国させるというものだった。

## 底本
崋山は上記のとおり前後矛盾し結論の出ていない文章だったことから公開しなかった。それが蛮社の獄の際、幕吏による家宅捜索で発見され、日の目を見ることとなった。写本により伝わるが、もともと「乱稿」なために、決定的な底本がないという。

## 影響
崋山本人は、蛮社の獄によって自殺においこまれたが、翌1840年のアヘン戦争による清朝の敗北の衝撃は、幕府・諸藩に大恐慌をもたらした。以後対外的危機感は飛躍的に高まり、その中で本書は筆写され多くの為政者や知識人に読まれ、また幕末の志士の中にも読者が数多くいた。